# Gilda (włoska piosenkarka)
Gilda (ur. jako Rosangela Scalabrino 31 maja 1950 w Masserano) – włoska piosenkarka, zwyciężczyni Festiwalu Piosenki Włoskiej w San Remo w 1975 roku z piosenką „Ragazza del Sud”.

## Życiorys i kariera artystyczna
Rosangela Scalabrino urodziła się 31 maja w Masserano. Jako artystka przybrała pseudonim Gilda. Na początku lat 70. występowała w swoim regionie jako amatorka z towarzyszeniem własnego zespołu. Była autorką swoich piosenek. W 1974 roku wysyłała jedną z nich do Komisji Konkursowej Festiwalu w San Remo, ale została ona odrzucona. Ta sama piosenka została ponownie zgłoszona w roku następnym i zdobyła pierwszą nagrodę. Zwycięską piosenkę, „Ragazza del Sud”, Gilda napisała sama, a wykonała ją na festiwalowej scenie z towarzyszeniem dziewcząt przebranych w stroje ludowe z południa Włoch. Zwycięstwo Gildy wywołało polemiki. Pod adresem piosenkarki pojawił się zarzut, iż w zamian za serię darmowych koncertów, jakie dała dla żołnierzy, oczekiwała ich głosowania na swoją piosenkę. Żadna z piosenek finałowych nie odniosła sukcesu komercyjnego; „Ragazza del Sud” doszła do 20. miejsca na liście tygodniowej Hit Parade Italia, zaś na liście najlepiej sprzedawanych singli roku 1975 zajęła 89. miejsce. Start w San Remo w 1975 roku był jedynym występem Gildy w tym festiwalu. Po nieoczekiwanym zwycięstwie piosenkarka odbyła tournée po Włoszech, dokonała też nowych nagrań. Po ślubie i wycofaniu się ze sceny muzycznej zajęła się prywatnym biznesem (prowadzenie hotelu w Turynie), powracając tylko sporadycznie do śpiewania.